# Neutralność podatkowa
Neutralność podatkowa – zasada konstrukcji podatków.  
Neutralność podatkowa nie osłabia ani zdolności do produkcji danego dobra, ani nie wpływa na popyt. Z kolei brak neutralności podatkowej powoduje inną (niż byłoby to w przypadku niezakłóconym) alokację zasobów. 

## Przykłady zakłócania neutralności podatkowej
| Przykład                                     | Charakterystyka | Konkluzje |
| -------------------------------------------- | --- | --- |
| Podatek VAT                                  | Na terenie EU obowiązują 2 główne stawki, podstawowa min. 15% oraz zredukowana min. 5% (W Polsce obowiązują jeszcze na niektóre towary i usługi, stawka 3% np. nawozy do 30.04.2008 r. i 0% np. książki do 31.12.2007 r., wynegocjowane z EU.). | Obowiązywanie różnych stawek przyczynia się do zakłócenia relacji cenowych dóbr dostępnych na rynku. W takiej formie podatek VAT jest nieneutralny. |
| Guma do żucia¹ oraz guma do żucia bez cukru² | Wyrób guma do żucia¹ jest sklasyfikowany w ustawie na 22% VAT. Jednakże, jak się okazuje, definicja mówi, że zawiera mniej niż 60% sacharozy (cukru). Stwierdzenie, że guma do żucia jest bez cukru², jest w rozumieniu GUS równoznaczne z tym, że guma ta cukru nie zawiera. Stąd, nie jest uznawana za gumę do żucia i nie klasyfikuje się na stawkę 22% VAT. Producenci gumy do żucia bez cukru² mogą się cieszyć stawką 7% VAT (klasyfikacja jako przetwory spożywcze, gdzie indziej niesklasyfikowane). | Ten przykład z realiów Polski (2007), pokazuje zachwianą relację cenową między dwoma podobnymi produktami. Guma do żucia bez cukru (przy założeniu, że producent nie podniesie o tyle ceny) jest w sklepie niższa o 15 p.p. od produktu zawierającego śladowe ilości sacharozy. Zakłócona jest relacja cen, wykazano niesprawiedliwość podatkową przez determinowanie typu produktu wytwarzanego przez społeczeństwo. |
| Akcyza                                       | Jest przykładowo nakładana przez państwo w celu ograniczenia spożycia jakiegoś dobra (zamierzony efekt zakłócenia relacji cenowych). W wyrobach alkoholowych, wysokoprocentowych, wielkość akcyzy i podatku VAT stanowi ponad 85% ceny końcowej wyrobu. | Na tym przykładzie widać, że akcyza jest podatkiem skrajnie nieneutralnym, nakładanym nie od wartości pieniężnej towaru lecz często w mierze absolutnej na jednostkę wyrobu (np. 1000 litrów). |